# クレイヴァルス
クレイヴァルスは、東京都品川区出身のパフォーマーヒーロー。地域おこし活動のほかに歌手としても活躍している。キャッチコピーは『敵を倒さず「悪」を断つ！』

## 経歴
2012年（平成24年）７月、東京都品川区にある音楽スタジオ「レイヴァリー」（2018年8月に法人化され、株式会社レイヴァリーとなった）が企画、製作したパフォーマーヒーローで、2013年1月に秋葉原UDXにて行われたご当地キャラクターイベントにて公にデビューを果たす。デビュー前から計画されていた映像コンテンツ、「劇場版：クレイヴァルス」は地元民や地元企業などの協力のもと同年4月28日にスクエア荏原ひらつかホールにて上映。その後から月一で主催イベントを展開し、キャラクターイベントのみに留まらず企業イベントや、品川区出身という事もあり品川区役所環境課が主催している「しながわECOフェスタ」、20万人の動員数を誇る「ご当地キャラクタフェスティバルinすみだ」にも毎年レギュラー出演している。その他、地域イベントなどでの活動や、インターネット上の活動でじわじわと浸透し、同区内の大崎で活躍しているキャラクター「大崎一番太郎」とのツイッターでの交流がシュールで面白いと話題になり、一気にブレークしたとされている。
クレイヴァルスは「『話す』ことこそが人間の最強の装備である」という理念を持ち、戦いでも対話を重視する律儀なキャラクター。
かたや、のんびりした性格「大崎一番太郎」のツイッター上での発言の大半は、プログラムが自動的につぶやく「bot（ボット）」で、話し掛けられると必ず疑問で返答するシステム。
この、自動応答ボットの一番太郎とも真剣に会話し、やりとりは何往復も続くことに。
その様子を見たツイッターユーザーは、「クーちゃんがイッちゃんbotにマジレスしてておもしろいｗｗｗｗ」「クーちゃんがイッちゃんbotにきちんとお返事してて。。。ｗ」（原文ママ）などと、クレイヴァルスの会話力をたたえた。
都や区からの公認を目的としているのではなく、あくまで世界を目指しているようだ。
活動開始から既に100イベント以上の出演実績を持ち、品川区のみならず東京都や他県の公式なイベントや企画に起用される機会が増えている。

## 特徴
概して「ヒーロー」と称される正義の味方は、悪役を前にパンチやキック、または武器を使用して戦う場合が多い。
クレイヴァルスは、他のキャラクターとは異なり、人の心の奥に潜む「悪」と闘う。
そのため、むやみに敵を倒す事を目的とせず、防御を主体とした戦闘スタイルが特徴。争いも喜びも、すべて「会話」することで解決する。
イベントではアクションショーではなく「トーク＆ライブステージ」を中心としたコンテンツを展開。
見かけこそ「特撮ヒーロー」だが、そもそもコンセプトが違う。
スーツは、直線を多用したデザインでヴィジュアル的にもルックス重視で「アーティスト」要素の強いキャラクターである。
母体が音楽スタジオという事もあり、既にCDもリリースしているという力の入れよう。
多種多様なジャンルとのコラボレーションも得意としており、補聴器メーカー、飲食店、大手栄養ドリンク、清涼飲料、自動車イベントなど活動範囲も拡大している。

### 設定
2092年の未来から現在へ転送されてきたニューヒーロー。
2087年に起こったガルマプラント破壊テロの際、未来の日本であるNEX国の再建を目指し立ち上がった研究所「TeraDesignLabo.」（以下：TD）が新エネルギー：ハイリアードを開発し全世界へと供給を開始。
その技術を我が物にしようと企む組織に対抗するべく開発されたのが「クレイヴァルス」である。
送り込まれる刺客はデグと呼ばれ、ウイルスを投与された人間兵器。
このウイルスは、人間の弱った心や邪心、怒りによって増大し、やがて制御不能な破壊兵器となってしまう。
ウイルスが増大してしまう前にクレイヴァルスは会話で諭し癒して戦意を喪失させる。
デグの進化に伴い、深紅のボディカラーでクレイヴァルスの３倍の性能を発揮する派生キャラクター：クレイヴァルス-クリムゾンも登場。
スーツ装着者は鹿ヶ浪 零（カガナミ レイ）というテラデザイン研究所創設者：（故）鹿ヶ浪 一士の息子である。
装着コール「リアード」と発する事で、零の左腕に埋め込まれたファーマリシステムが起動し、スーツが粒子となってTDから転送される。
愛車はイタリア製高級スポーツカー「ランボルギーニ　ウラカンスパイダー」。